# Orpheum Darmstadt
Das Orpheum Darmstadt war ein Varieté in Darmstadt.

## Geschichte

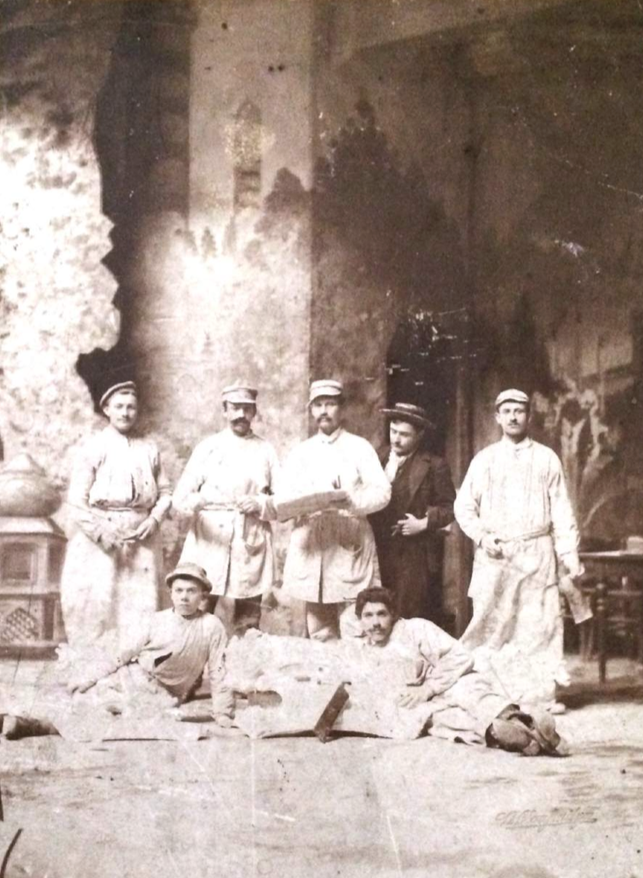
Konstruktionsarbeiter im Orpheum Darmstadt

Im Nordosten Darmstadts zwischen Odenwaldbahn und heutigem Spessartring ließ Großherzog Ludwig IV. im Jahr 1877 für seine Frau Alice eine überdachte Rollschuhbahn errichten. Friedrich Kranich der lokale Hofsporenmeister (ein Handwerker, der Sporen, Reitstangen, Steigbügel, Striegeln usw. anfertigte) errichtete ‚draussen’, am damals noch unbebauten Hohlen Weg einen Skating Rink. F. Kranich war Vater des damaligen Maschineriedirektors Kranich am Darmstädter Hoftheater, dann am Wagner Festspielhaus in Bayreuth und am Dresdner Hoftheater. Als der Rollschuhsport aus der Mode kam, diente das Gebäude längere Zeit als Garnisonszeugverwaltung.  
Im Jahr 1895 wurde der Rundbau von der Familie Fink als Varieté und Schaubühne neu gegründet, mit 1200 Zuschauerplätzen bestückt und erhielt den Namen ‘Orpheum.’ 

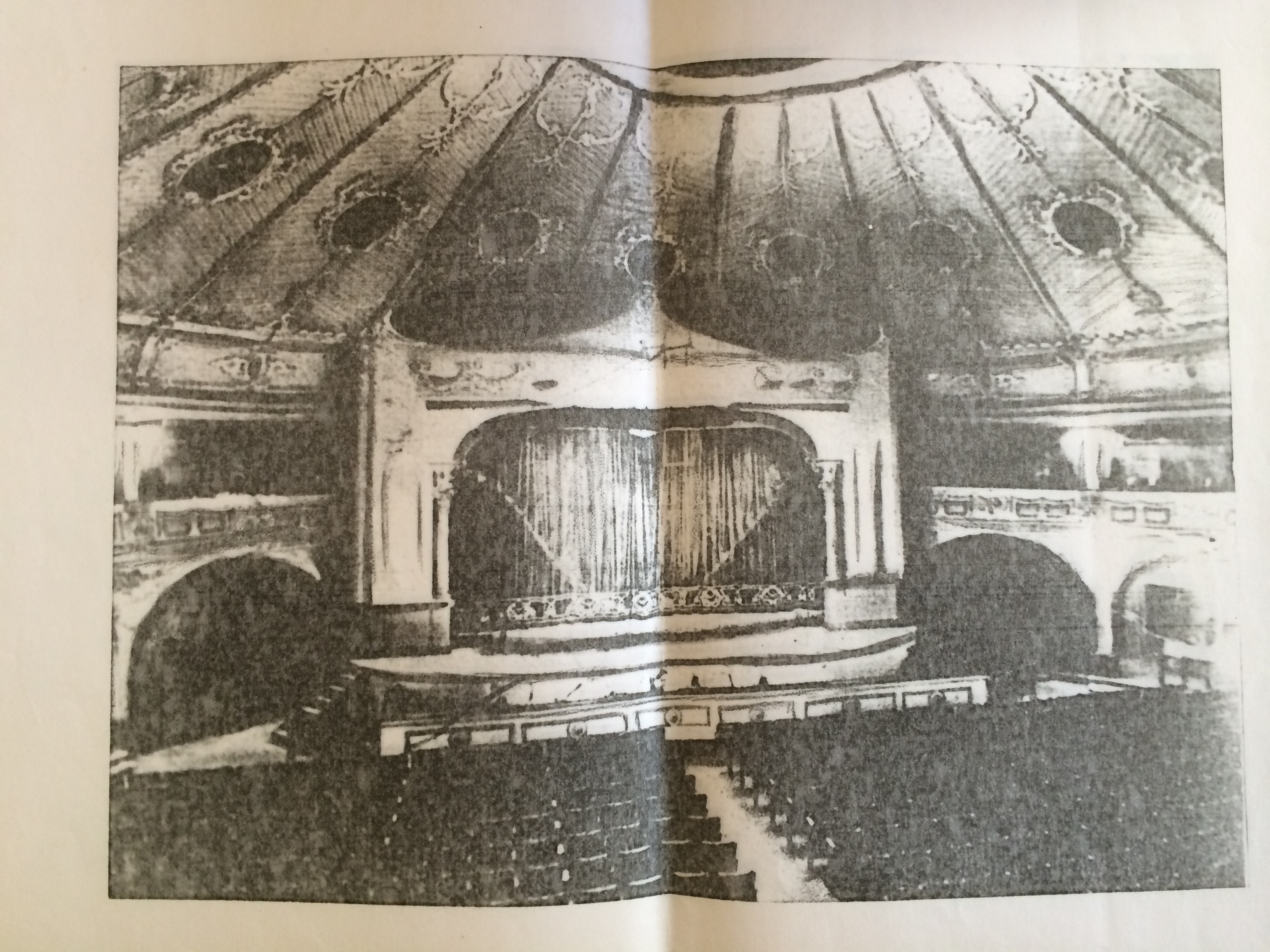
Bühne Theater Orpheum Darmstadt

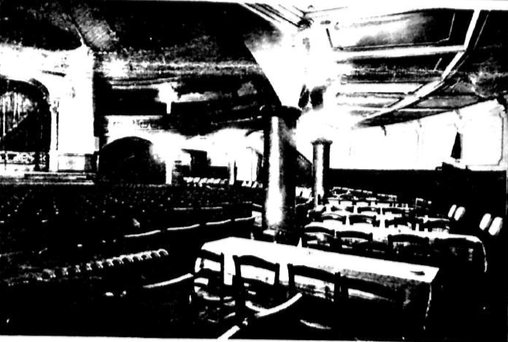
Bestuhlung mit Tischreihen Orpheum Darmstadt

Seitdem war es im Besitz der Familie Fink. Das Varieté Theater wurde schnell zur beliebtesten Unterhaltungsstätte Darmstadts für Artistik, heitere und volkstümliche Dramatik (Operetten und bayerische Volksstücke) und hochdramatische Bühnenkunst. Das Orpheum brachte Weltstadtflair nach Darmstadt. Es wurde für viele gesellschaftliche Veranstaltungen genutzt. Zahlreiche Künstler, viele weltberühmt, traten auf, darunter die Comedian Harmonists und später das Meister-Sextett, Weltklasse-Jongleure wie Enrico Rastelli, der 1928 im Orpheum gastierte und Franzl Brunn, U.S. Jazzstar Sam Wooding, sowie nationale Größen wie zum Beispiel Heinz Rühmann und Charlie Rivel., der Clown Grock und die Pianistin Elly Ney. Der Schriftsteller Joachim Ringelnatz erwähnt das Orpheum in einer Passage in Die Flasche und mit ihr auf Reisen. In den letzten Jahren kamen dazu viele Berühmtheiten des Theaters und des Films, wie der Schauspieler Willy Millowitsch. 
Das Orpheum konnte es mit Häusern wie dem Berliner Wintergarten oder dem Schumann-Theater aufnehmen. Neben Opern, Schauspiel, Zauberkünsten und Jazz gab es zahlreiche Tiernummern. Rechnende Elefanten, dressierte Löwen und tanzende Affen brachten Zuschauer zum Lachen und Staunen, darunter oftmals auch die großherzogliche und russische Zarenfamilie.  
Bis 1928 war es mit Tischreihen vor der Bühne mit kleinen runden Tischen bestückt, dann erhielt es seine feste Reihenbestuhlung. 
Während des Ersten Weltkriegs und in Zeiten großer Arbeitslosigkeit in den späten 30er Jahren spendete die Leitung des Orpheums erhebliche Beiträge für die Zwecke der Wohlfahrtspflege und vergab Freiplätze für die Kriegsbeschädigten, Verwundeten und Erwerbslosen. Die wirtschaftliche Lage war auch für das Haus in den Folgejahren angespannt.  
Am 1. Oktober 1940 übernahm die NS-Organisation „Kraft durch Freude“ das Orpheum und nahm Veränderungen und Renovierungen vor, um das Haus zu einer KdF-Stätte umzugestalten, wie es auch an anderen Orten durchgeführt wurde. 
In der Nacht vom 25. auf den 26. August 1944 wurde das Orpheum bei einem Fliegerangriff zerstört. Von dem mächtigen Bau mit seinen goldenen Säulen und kunstvoll verzierten Decken blieb nur ein Trümmerfeld zurück. 
1948 wurde in unmittelbarer Nachbarschaft erneut eine Rollschuhbahn errichtet, seit 1977 steht dort eine von mehreren Vereinen genutzte Sporthalle, das Sportzentrum Orpheum. Heute erinnert einzig diese Rollsporthalle mit Namen Orpheum an die traditionsreiche Institution.